# Lejeunea clavatiflora
Lejeunea clavatiflora là một loài Rêu trong họ Lejeuneaceae. Loài này được (J.B. Jack & Steph.) Steph. mô tả khoa học đầu tiên năm 1915.